# Polyzonus dohertyi
Polyzonus dohertyi är en skalbaggsart som beskrevs av Jordan 1894. Polyzonus dohertyi ingår i släktet Polyzonus och familjen långhorningar. Inga underarter finns listade i Catalogue of Life.